# 天主教拉里奧哈教區
天主教拉里奧哈教區（拉丁語：Dioecesis Rioiensis）是阿根廷一個羅馬天主教教區，屬庫約的聖胡安總教區。
教區於1934年4月20日成立，位於拉里奧哈省，2004年時有265,350名教友（佔轄區總人口87.0%）、28個堂區和38名司鐸。現任教區主教為但丁·古斯塔沃·布拉伊達，榮休主教為羅勃·羅德里格斯。